# Свинецтриниобий
Свинецтриниобий — бинарное неорганическое соединение
свинца и ниобия
с формулой Nb3Pb,
кристаллы.

## Получение
- Сплавление под давлением стехиометрических количеств чистых веществ:

{\displaystyle {\mathsf {Pb+3Nb\ {\xrightarrow {1500^{o}C,20MPa}}\ Nb_{3}Pb}}}

## Физические свойства
Свинецтриниобий образует кристаллы
кубической сингонии, пространственная группа I m3m, параметры ячейки a = 0,5270 нм, Z = 2,
структура типа силицида трихрома Cr3Si
.